# یوکو آسانو
یوکو آسانو (انگلیسی: Yūko Asano؛ زادهٔ ۹ ژوئیهٔ ۱۹۶۰) یک هنرپیشه، و خواننده اهل ژاپن است. وی از سال ۱۹۷۲ میلادی تاکنون مشغول فعالیت بوده‌است.
از جمله کارهای وی می‌توان به روزهای زمستان اشاره کرد.